# Rolf Schäfer
Rolf Schäfer (* 12. Juni 1931 in Stuttgart; † 6. Juni 2024 in Oldenburg (Oldb)) war ein deutscher Kirchenhistoriker und Oberkirchenrat und  Stellvertreter des Bischofs der Evangelisch-Lutherischen Kirche in Oldenburg.

## Leben
Sein Theologiestudium in Tübingen, Göttingen und Zürich schloss Rolf Schäfer 1959 mit einer Dissertation über Christologie und Sittlichkeit in Melanchthons frühen Loci ab. In Tübingen wurde er 1953 Mitglied der Studentenverbindung AG Rothenburg. Nach seinem Vikariat war er von 1960 bis 1964 Repetent (Seminardozent) am Tübinger Stift. 1967 wurde er mit einer Arbeit über Ritschl – Grundlinien eines fast verschollenen dogmatischen Systems an der Universität Tübingen für das Fach Systematische Theologie habilitiert. Von 1964 bis 1971 übernahm er eine Gemeindepfarrstelle in Täbingen. Von 1971 bis zu seiner Pensionierung 1994 war Rolf Schäfer Mitglied des Oberkirchenrats der Evangelisch-Lutherischen Kirche in Oldenburg, ab 1981 zugleich als Stellvertreter des Bischofs von Oldenburg. Rolf Schäfer verstarb 6 Tage vor seinem 93. Geburtstag in Oldenburg.

## Veröffentlichungen (Auswahl)
- Münstermann-Bilder. Isensee Verlag, Oldenburg 2017, ISBN 978-3-7308-1398-0.
- Advent und Weihnachten bei Ludwig Münstermann (= Münstermann-Bilder. 2). Isensee Verlag, Oldenburg 2018, ISBN 978-3-7308-1501-4.
- Geschichte der oldenburgischen evangelischen Kirche im Überblick. Isensee Verlag, Oldenburg 2013, ISBN 978-3-7308-1005-7.
- Die Jeverschen Pastorenbekenntnisse 1548 anlässlich des Augsburger Interim (= Beiträge zur historischen Theologie. 168).  Mohr Siebeck, Tübingen 2012, ISBN 978-3-16-151910-9.
- Ulrich Köpf und Reinhard Rittner (Hrsg.): Gotteslehre und kirchliche Praxis. Ausgewählte Aufsätze. J. C. B. Mohr (Paul Siebeck), Tübingen 1991, ISBN 3-16-145743-9.
- Kultur und Kirche. Holzberg Verlag, Oldenburg 1989, ISBN 3-87358-330-5.
- Die Bibelauslegung in der Geschichte der Kirche (= Studienbücher Theologie. Kirchen‐ und Dogmengeschichte). Gütersloher Verlagshaus Gerd Mohn, Gütersloh 1980, ISBN 3-579-00052-7.
- Der evangelische Glaube. J. C. B. Mohr (Paul Siebeck), Tübingen 1973, ISBN 3-16-135011-1.
- Jesus und der Gottesglaube. 2. Auflage. J. C. B. Mohr (Paul Siebeck), Tübingen 1972, ISBN 3-16-133451-5.
- Ritschl. Grundlinien eines fast verschollenen dogmatischen Systems (= Beiträge zur historischen Theologie. 141).  J. C. B. Mohr (Paul Siebeck), Tübingen 1968, OCLC 4195392.
- Christologie und Sittlichkeit in Melanchthons frühen Loci (= Beiträge zur historischen Theologie.  29). J. C. B. Mohr (Paul Siebeck), Tübingen 1961, OCLC 21803191.

Festschrift
- Ulrich Köpf (Hrsg.): Wissenschaftliche Theologie und Kirchenleitung. Beiträge zur Geschichte einer spannungsreichen Beziehung für Rolf Schäfer zum 70. Geburtstag. Mohr Siebeck, Tübingen 2001, ISBN 3-16-147625-5.